# Clusia duidae
Clusia duidae är en tvåhjärtbladig växtart som beskrevs av Henry Allan Gleason. Clusia duidae ingår i släktet Clusia och familjen Clusiaceae. Inga underarter finns listade i Catalogue of Life.